# Love's Pay Day
 (août 2025).
Pour plus de détails, voir Fiche technique et Distribution.
Love's Pay Day est un film américain réalisé par E. Mason Hopper, sorti en 1918.

## Synopsis
George Wilton, qui représente une grande entreprise d'emballage de poisson, se rend sur l'île de Terre-Neuve pour y acquérir une usine d'emballage. Mais il découvre que son propriétaire, Jean Laroque, ne veut pas vendre. Il rencontre Judith Bretans, la jeune fiancée de Jean, qui rêve de la grande ville et voudrait déménager à New York. Il lui promet alors de l'aider à condition qu'elle lui fournisse les documents de propriété de l'usine. La nuit de son mariage, Judith récupère ces papiers et les donne à Wilton. Lorsque jean découvre sa traîtrise, il la renie et quitte la ville, sans un sou. Wilton, désormais propriétaire, gère l'usine avec tant de cruauté qu'une foule de pêcheurs décide un jour d'attaquer le bâtiment, ils n'en sont empêchés que par l'arrivée de Jean. Il arrive a disperser la manifestation, mais Wilton est tué par un des pêcheurs. Judith, qui s'est rendu compte de son égoïsme, retrouve son mari. 

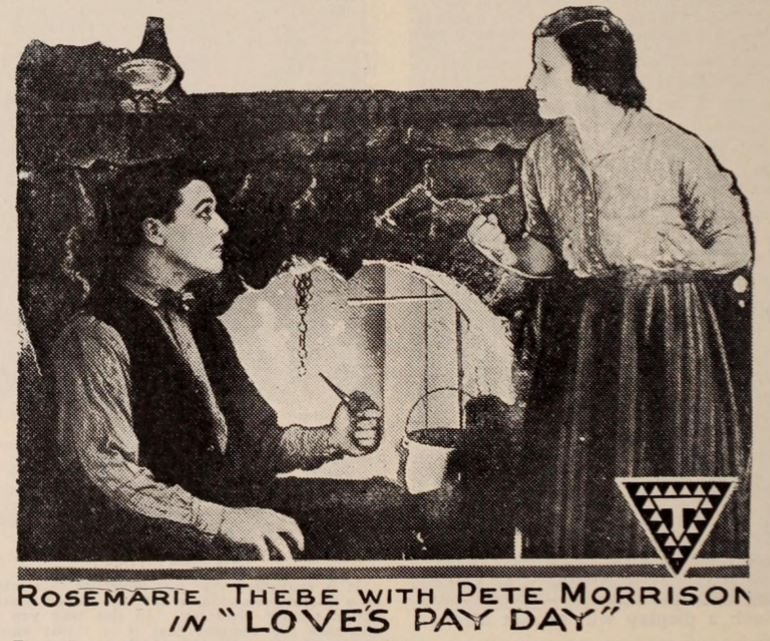
Rosemary Theby

## Fiche technique
- Titre original : Love's Pay Day
- Réalisation : E. Mason Hopper
- Scénario : L.V. Jefferson
- Photographie : Clyde Cook
- Société de production : Triangle Film Corporation
- Société de distribution : Triangle Distributing Corporation
- Pays de production :  États-Unis
- Langue originale : anglais
- Format : noir et blanc — 35 mm — 1,37:1 — Film muet
- Genre : drame
- Durée : 50 minutes (5 bobines)
- Dates de sortie : 
  - États-Unis : 1er décembre 1918
- Licence : Domaine public

## Distribution
- Rosemary Theby : Judith Bretans
- Pete Morrison : Jean Laroque
- William Dale : Antoine Brauzard
- Lillian West : Marie Brauzard
- Alberta Lee : Marie Bretans
- Harvey Clark : George Wilton
- John Lince : Village Priest